# Michaela Balatková
Michaela Balatková (* 24. April 1985 in Jablonec nad Nisou) ist eine tschechische Biathletin.
Michaela Balatková lebt in Albrechtice v Jizerských horách. Sie startet für SG Jablonec und wird von Karel Soukal trainiert. Mit dem Biathlonsport begann sie 2000, ein Jahr später rückte sie in den Nationalkader Tschechiens auf. Ihre ersten internationalen Einsätze hatte die Tschechin im Rahmen der Junioren-Wettbewerbe der Sommerbiathlon-Weltmeisterschaften 2003 in Forni Avoltri, bei denen sie Neunte des Sprints wurde, 12. des Verfolgungsrennens, 14. im Massenstart und mit Tereza Hlavsová und Klára Moravcová als Startläuferin der Staffel die Bronzemedaille gewann. Erster wichtiger Einsatz im Winter war die Teilnahme an den Junioren-Weltmeisterschaften 2004 in der Haute-Maurienne. Balatková gewann im Sprint den Titel vor Marion Blondeau und Irina Moschewitina, im Verfolgungsrennen fiel sie hinter Moschewitina zurück und gewann die Silbermedaille. Eine weitere Medaille verpasste sie als Viertplatzierte mit der Staffel knapp. Einzig im Einzel platzierte sie sich mit dem 21. Platz schwächer. Bei den Biathlon-Europameisterschaften 2004 der Junioren in Minsk waren die Leistungen der Tschechin durchwachsener. Im Einzel wurde sie 22., Zehnte im Sprint und 13. der Verfolgung. Mit Hlavsová und Moravcová gewann sie im Staffelrennen die Bronzemedaille. 2005 nahm sie in Kontiolahti erneut an den Junioren-Weltmeisterschaften teil. Balatková wurde 27. des Einzels, 23. des Sprints, 25. der Verfolgung und 15. im Staffelrennen. Im weiteren Verlauf des Jahres nahm sie an den Sommerbiathlon-Weltmeisterschaften 2005 der Junioren in Muonio teil, bei denen sie im Sprint Vierte wurde, Sechste der Verfolgung und Fünfte im Massenstart und damit dreimal knapp eine Medaille verpasste. Diese gewann sie mit Hlavsová, Pavla Matyášová und Balatková mit Bronze schließlich im Staffelrennen. Weitere Einsätze folgten bei den Junioren-Weltmeisterschaften in Presque Isle und bei den Biathlon-Europameisterschaften der Junioren in Langdorf. Balatková erreichte bei den Weltmeisterschaften Platz 32 im Einzel, 26 im Sprint, 28 in der Verfolgung und acht im Staffelrennen. Bei den Europameisterschaften kamen die Plätze 14 im Einzel, 22 im Sprint, 24 in der Verfolgung und sieben im Staffelwettbewerb hinzu. Letzter Einsatz bei den Junioren waren die Sommerbiathlon-Weltmeisterschaften 2006 in Ufa. Im Sprint erreichte Balatková Platz acht, anschließend wurde sie Fünfte im Verfolgungsrennen und verpasste als Viertplatzierte mit der Staffel eine Medaille.

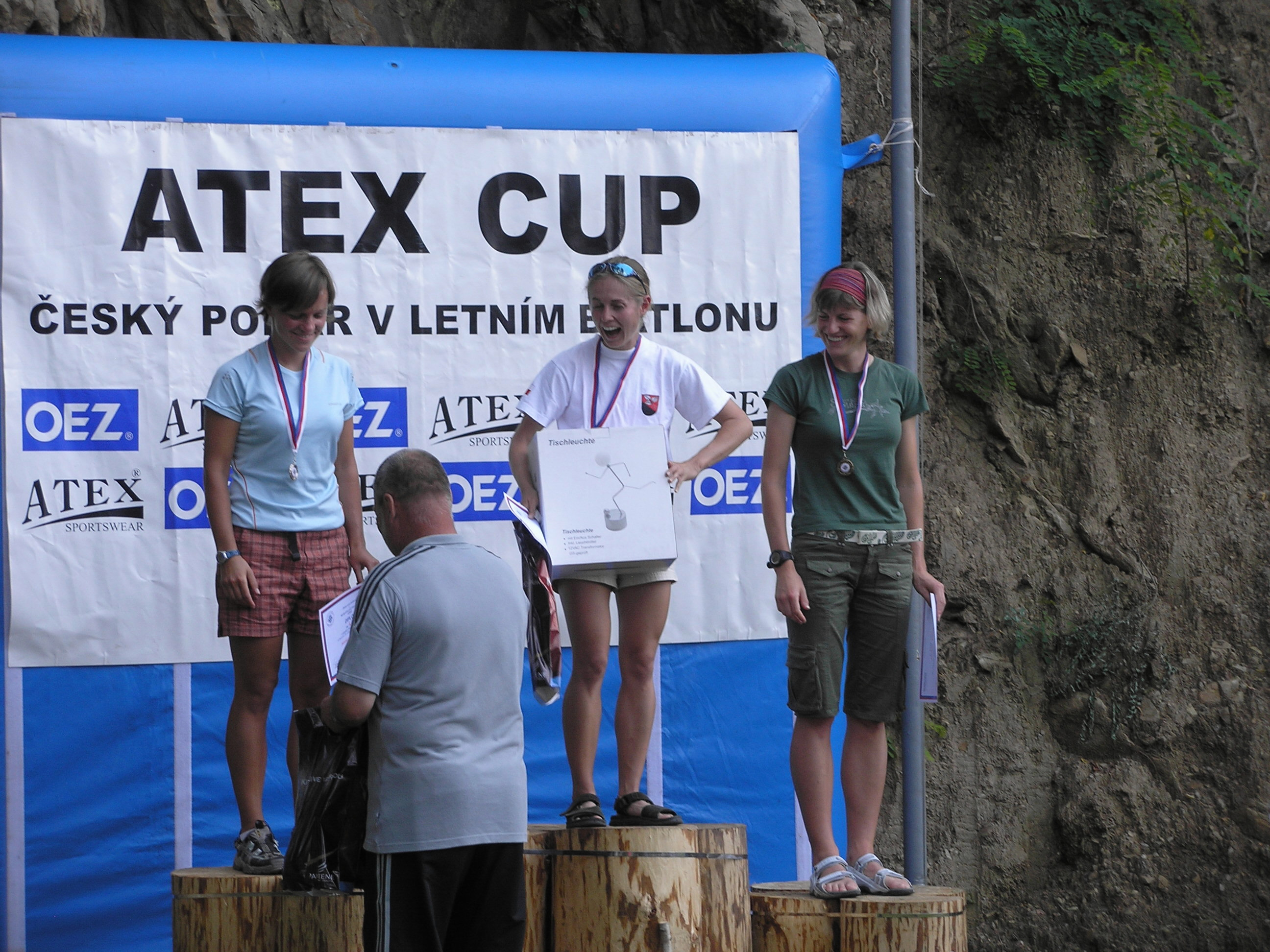
Balatková (links) mit Pavla Matyášová und Zuzana Tryznová auf dem Siegerpodest beim Atex-Cup in Bystřice pod Hostýnem, August 2007

Bei den Frauen wurden die Sommerbiathlon-Europameisterschaften 2007 in Tyssowez erste internationale Meisterschaft. Mit Matyášová, Luboš Schorný und Pavel Suchánek gewann sie Bronze mit der tschechischen Mixed-Staffel. Wenig später nahm Balatková auch an den Sommerbiathlon-Weltmeisterschaften 2007 in Otepää teil, wo die Tschechin bei den Crosslauf-Wettbewerben antrat. Im Sprint lief sie auf den 17. Platz und wurde 19. im Massenstartrennen.